# Arakanais (langue)
L’arakanais est un groupe de langues sino-tibétaines proches du birman, parfois considéré comme un dialecte de celui-ci, composé du rakhine (parlé par les Arakanais et les Kamans (en) au Bangladesh et en Birmanie) et du marma (parlé par les Marmas (en) au Bangladesh et en Inde).